# Cerkiew św. Eliasza w Donjim Kašiciu
Cerkiew św. Eliasza – prawosławna cerkiew we wsi Donji Kašić, w regionie Zadaru. Należy do parafii Serbskiego Kościoła Prawosławnego.
Jednonawowa i jednowieżowa cerkiew powstała w 1872. Została zdewastowana w czasie wojny w Chorwacji w 1993. Następnie w czasie operacji Burza zniszczona została cała wieś.